# Lebry Ouraga
Lebry Ouraga Serge Harman  est un footballeur ivoirien. 
En 2007, il a remporté le titre de meilleur buteur du championnat national de Côte d'Ivoire en inscrivant 16 buts.

## Clubs
- ES Bingerville (Côte d'Ivoire)
- FK Haugesund (Norvège)